# NGC 2334
NGC 2334 is een compact sterrenstelsel in het sterrenbeeld Lynx. Het hemelobject werd op 2 januari 1851 ontdekt door de Ierse astronoom William Parsons.

## Synoniemen
- IC 465
- MCG 8-13-98
- ZWG 234.95
- NPM1G +50.0078
- PGC 20357